# Mutation Nation
Mutation Nation (ミューテイション・ネイション; Myūteishon Neishon) é um jogo de arcade beat 'em up que foi desenvolvido e lançado pela SNK para o arcade Neo Geo e sistemas domésticos em 1992, enquanto as versões em inglês foram lançadas em 1992.

## Jogabilidade
Um ou dois jogadores (Jogador 1 como Ricky e Jogador 2 como Johnny) lutam contra os seis níveis de vários inimigos mutantes e mecânicos, cada nível contendo um ou mais sub-chefes antes da aparição de um chefe real no final de cada estágio. O jogo se aproxima do gênero beat 'em up, permitindo que o jogador utilize vários combos, ataques de pulo, arremessos e movimentos especiais para atacar os inimigos. No entanto, em vez da tarifa padrão de permitir que os jogadores peguem objetos para serem usados como armas contra o inimigo, a Mutation Nation usa um sistema em que o jogador pode pegar uma das quatro esferas elementares que permitem ao jogador a capacidade de liberar super poderes de preenchimento de tela. ataques. Também existem esferas neutras que devolvem a vida ao jogador e aumentam o número de super ataques que eles podem usar.

### Esferas
Estas são as várias esferas elementares que podem ser captadas pelo jogador e usadas para ataques especiais. Cada esfera é representada por uma letra e uma cor que ajudam o jogador a diferenciá-las. Se os jogadores não tiverem esferas disponíveis, eles podem sacrificar parte de seu medidor de vida para desencadear uma enxurrada de ataques.
- Light (Luz) - Vermelho, com a letra A escrita nela. A esfera da luz desencadeia o ataque mais rápido, mas também menos prejudicial do jogo. O jogador explode em dois corpos de luz que disparam em direções opostas antes de voltarem juntos para reformar o corpo depois que os inimigos foram derrubados.
- Fire (Fogo) - Esta esfera é representada pela letra B e tem uma cor avermelhada. Ele desencadeia uma grande explosão das mãos do jogador, causando grandes danos a tudo na tela.
- Lightning (Relâmpago) - A esfera relâmpago tem uma cor azul e a letra C. O ataque que produz é de longe o ataque mais lento do jogo, mas não importa muito porque o jogador é invencível durante toda a animação. O personagem vai pular da tela e descer alguns momentos depois, atingindo o chão para criar raios que disparam em todas as direções, causando dano moderado.
- Wind (Vento) - A última esfera é verde e tem a letra D. Ele desencadeia o ataque mais poderoso do jogo, onde o jogador se transforma em um enorme tornado verde que viaja para frente e para trás na tela, cortando tudo em seu caminho e, muitas vezes, atingindo mais de uma vez, causando danos maciços.

## Enredo
No ano de 2050, um cientista louco foi desligado por seus superiores após realizar experiências biológicas bizarras. No entanto, logo depois, seu laboratório explodiu e o próprio cientista desapareceu misteriosamente. Agora, vários anos depois, há novos prédios no topo da favela esquecida onde os experimentos ocorreram e, de repente, um vírus genético começou a se espalhar entre os inquilinos, transformando-os em mutantes cruéis. Dois jovens lutadores da cidade local, Ricky Jones e Johnny Hart, voltam para a cidade depois de estarem longe por um longo tempo e ao ver o caos que está acontecendo, eles se encarregam de limpar a cidade antes que os mutantes se espalhem pelo país. Ao longo do caminho, eles descobrem não apenas os mutantes, mas também inimigos mecanicamente modificados que o cientista louco criou para detê-los.

## Recepção
No lançamento, Famicom Tsūshin marcou a versão Neo Geo do jogo em 23 de 40.